# MCM (Belgique)
Pour les articles homonymes, voir MCM.
MCM était une chaîne de télévision musicale belge déclinée de la chaîne musicale française MCM. À l'origine, elle calquait ses programmes sur ceux de sa grande sœur française et au fil des années, créa ses propres plages horaires en utilisant ceux proposé par Virgin 17.

## Historique
La diffusion de MCM sur le câble belge débute en 1994. Il s'agissait alors de la diffusion de la version internationale de MCM, moyennant de petits apports belgo-belges. 
En automne 2001, le groupe Lagardère dépose auprès du Conseil supérieur de l'audiovisuel une demande d'autorisation visant à créer une chaîne musicale belge. Le projet prévoit la reprise du signal de MCM Euromusique (France) en l'enrichissant - à concurrence de 30 % de la programmation dans un horizon de 3 ans - d'émissions belges (actualités et agendas culturels, concerts,...), d'un habillage belge et de messages publicitaires belges. La déclinaison MCM Belgique est lancée le 2 mars 2002 .
Courant de l'année 2007, les films en première partie de soirée arrivent sur MCM Belgique. En décembre 2007, Les Naufragés, un divertissement britannique de la chaîne Channel 4, arrive sur MCM Belgique. Le 19 janvier 2008, un nouveau jeu venu des États-Unis appelé Exposed débarque sur MCM Belgique. 
Le 31 décembre 2009, après 15 ans d'existence en Belgique, la chaîne a cessé ses programmes. Le groupe Lagardère Active a décidé de mettre un terme à MCM Belgique. Les causes sont la diminution du marché TV en Communauté française sur la cible des 13-30 ans et le recul sévère des investissements publicitaires au cours des derniers mois.
VOO a ensuite remplacé MCM Belgique par Virgin 17 depuis le 4 janvier 2010 sur son offre numérique. Aujourd'hui, VOO diffuse la version française de MCM sur le canal 114 via le Bouquet Panorama.
En ce qui concerne Belgacom TV, ils ont décidé de ne remplacer MCM Belgique par aucune chaîne. Ça fait déjà la deuxième chaîne musicale du groupe Lagardère Active qu'ils suppriment en un an. Belgacom avait supprimé MCM Top début 2009. Belgacom TV diffuse, néanmoins, MCM Pop. 
Numericable Belgique de son côté a déjà profité de la disparition future de la chaîne pour diviser Nickelodeon et MTV en 2 chaînes et a donc rétabli MTV telle qu'elle l'était avant de devoir partager son canal avec Nickelodeon.
Du côté de TéléSAT, Virgin 17 faisait déjà partie de l’offre basique.

## Siège social
Le siège social de MCM Belgique était situé au 133 rue Colonel Bourg à 1140 Bruxelles.

### Identité visuelle (logo)

Logo de 1994 à 1998
Logo de 1998 à 2001
Logo de 2001 à 2005
Logo de 2005 à 2007
Dernier logo de 2007 au 31 décembre 2009

## Animateurs
- Joëlle Scoriels : Top 50, Et si on sortait ?, Plus que la musique